# هايكو فوجل
هايكو فوجل (بالألمانية: Heiko Vogel) (21 نوفمبر 1975 بباد دوركهايم في ألمانيا - ) هو مدرب كرة قدم ولاعب كرة قدم ألماني في مركز الوسط. لعب مع بايرن ميونخ الثاني وSpVgg Edenkoben ‏.

## وصلات خارجية
- هايكو فوجل على موقع قاعدة بيانات كرة القدم.إي يو (الإنجليزية)
- هايكو فوجل على موقع بيانات كرة القدم. دي إي (الألمانية)
- هايكو فوجل على موقع Soccerway.com (الإنجليزية)
- هايكو فوجل على موقع عالم كرة القدم.نت (الإنجليزية)